# Yui Shōsetsu

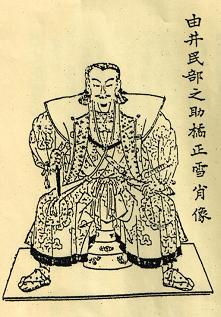
Yui Shōsetsu

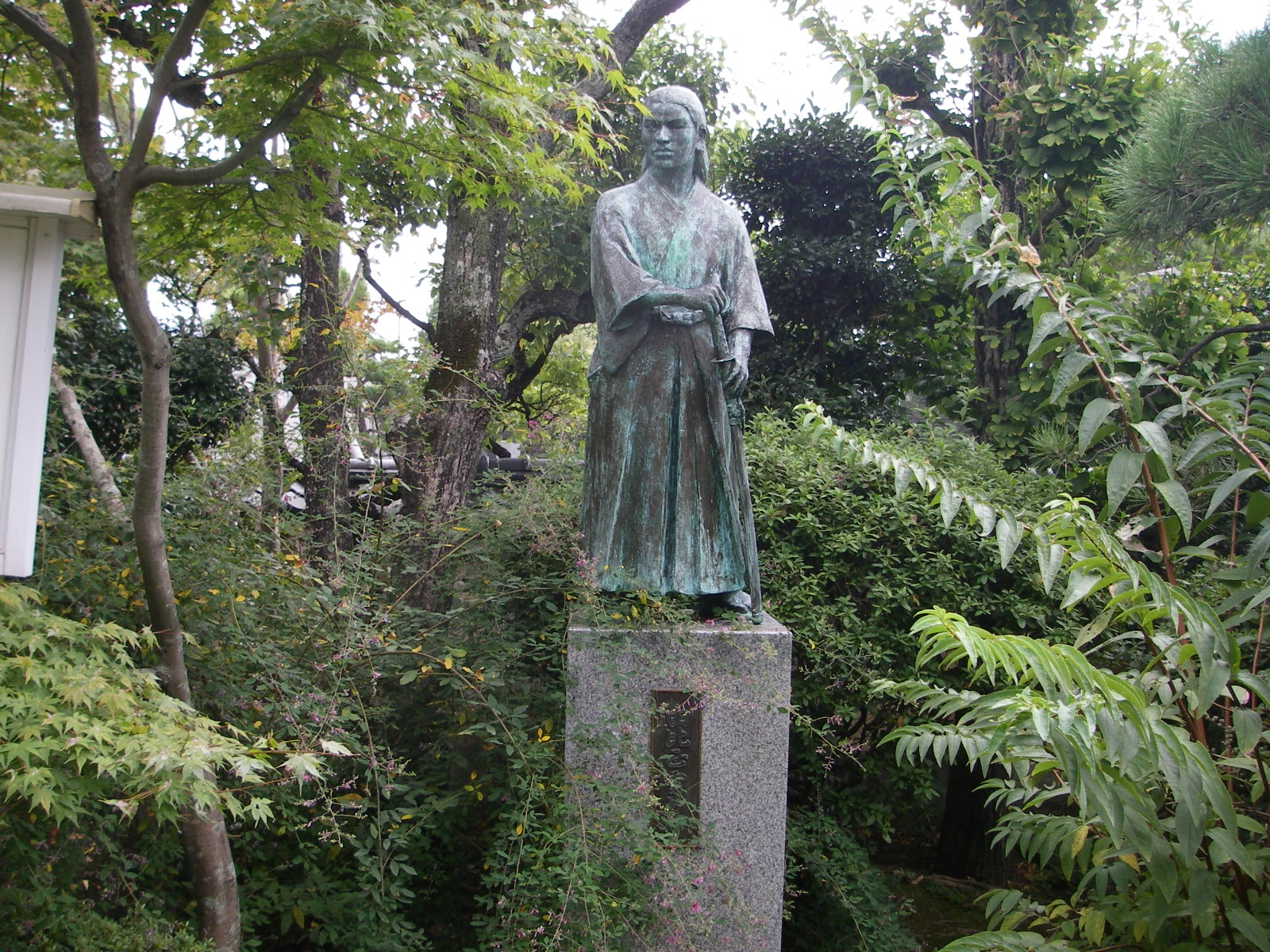
Yui Shōsetsu

Yui Shōsetsu (japanisch 由井 正雪, auch 由比 正雪; geboren 1605 in Yui in der Provinz Suruga; gestorben 10. September 1651 in der Provinz Suruga) war ein japanischer Militärgelehrter in der frühen Edo-Zeit. Er war der Anführer des „Keian-Vorfalls“.

## Leben und Wirken
Yui Shōsetsu wurde als einfacher Bürger geboren, begann sich dennoch früh mit der Wissenschaft zu beschäftigen und liebte die Kampfkünste. Nachdem er nach Edo gegangen war, studierte er Militärwissenschaften bei Kusunoki Fuden (楠 不伝). Er wurde ein „Taiheiki-Leser“, vernarrte sich in Kusunoki Masashige und begann zu behaupten, Kusunoki Fuden sei ein Nachkomme des Kusunoki-Klans. Er lebte in Edo in einem Hinterhof in der Nähe von Renjaku-chō (連雀町), Kanda, und unterrichtete Hatamoto, höhere Aristokraten und Rōnin in Militärwissenschaft in Anlehnung an Kusunoki. Yuis Ruhm wuchs von Tag zu Tag und er wurde von Tokugawa Yorinobu (徳川 頼宣; 1602–1671), dem Begründer des Tokugawa-Kii-Zweigs, und Ikeda Mitsumasa (1609–1682) aus der Provinz Bizen eingeladen.
1651, kurz nach dem Tod des Shoguns Tokugawa Iemitsu, traf Yui sich mit Marubashi Chūya (?–1651) und andere Rōnin, die an systembedingter Armut litten, um das Shogunat zu stürzen. Die Verschwörung wurde jedoch entdeckt, Yui beging Suizid. Er hinterließ eine Notiz, dass er nur auf die Nöte der Rōnin hinweisen wollte, aber keineswegs beabsichtigt hätte, das Shogunat zu stürzen.
Diese Rebellion wurde auch als „Keian-Vorfall“ bezeichnet und wurde später Gegenstand von Stücken wie „Keian Taiheiki“ (慶安 太平記).